# Herman Goldstine
Herman Heine Goldstine (Chicago, 13 de setembro de 1913 — Filadélfia, 16 de junho de 2004) foi um matemático e cientista da computação estadunidense.
Foi um dos desenvolvedores do ENIAC, o primeiro computador eletrônico digital.